# Scopula carnosa
Scopula carnosa là một loài bướm đêm trong họ Geometridae.